# Mary Bennett (pédagogue)
Cet article concerne la directrice de collège. Pour la gardienne de phare, voir Mary Bennett (gardienne de phare).
Mary Letitia Somerville Bennett (9 janvier 1913 - 1er novembre 2005) est une universitaire britannique, surtout connue pour son mandat de directrice du St Hilda's College d'Oxford entre 1965 et 1980.

## Biographie
Mary Fisher naît en 1913 à Oxford, elle est la fille de l'historien Herbert Fisher et de Lettice Fisher, militante en faveur du droit de vote des femmes à Oxford et fondatrice du Conseil national pour la mère célibataire et son enfant.
Elle fait ses études à la Oxford High School. Elle obtient son premier diplôme — Literae Humaniores — avec mention très bien au Somerville College d'Oxford en 1933, puis étudie à l'étranger, faisant des recherches sur l'approvisionnement en céréales de la Rome antique. Pendant la Seconde Guerre mondiale, elle travaille pour le ministère britannique de l'Information et pour la BBC et, après la guerre, elle entre au Bureau des Colonies avec la responsabilité à plusieurs reprises de Gibraltar, de Malte et de Chypre.
En 1955, elle épouse un collègue, le haut fonctionnaire John Sloman Bennett et quitte la fonction publique après son mariage. Elle est secrétaire de la Society for the Promotion of Roman Studies (en), donne des cours à la Westminster Tutors et participe au jury du Elizabeth Nuffield Trust. 
Elle succède à Kathleen Major en tant que principale du collège pour femmes, St Hilda's, de 1965 à 1980. Elle s'oppose d'abord à l'introduction de la mixité au sein de son collège qu'elle ne voit pas comme une amélioration de l'éducation des femmes, puis change d'avis et trouve que les progrès en faveur de la mixité à St Hilda's sont trop lents, mais c'est seulement après sa mort que son collège accepte des étudiants masculins.
À la retraite, elle partage sa vie entre Oxford et un cottage dans le Surrey et rédige ses recherches sur l’histoire familiale. Son mari meurt en 1990. St Hilda's charge Jean Cooke de peindre un portrait de sa directrice,. Elle meurt d'un cancer du sein dans le Surrey, à Thursley, le 1er novembre 2005.

## Publications
- The Ilberts in India, 1882–1886: an Imperial Miniature, London, British Association for Cemeteries in South Asia, 1995
- Who was Dr Jackson? Two Calcutta Families, 1830–1855, London, British Association for Cemeteries in South Asia, 2002 (ISBN 978-0-907799-78-8, lire en ligne)
  - [compte rendu] Martha S. Vogeler, « Bennett, Mary. Who Was Dr Jackson? Two Calcutta Families, 1830–1855 », Albion, vol. 36, no 2,‎ 11 juillet 2014, p. 388–389 (DOI 10.2307/4054289, JSTOR 4054289)
- Mary Bennett: an Autobiography, Oxford, St Hilda's College, 2006

### Lectures complémentaires
- (en-GB) Hilda Brown, « Mary Bennett », The Independent,‎ 19 novembre 2005 (lire en ligne, consulté le 23 mars 2016)